# Пліч-о-пліч (фільм)
«Пліч-о-пліч» (англ. Side by Side) — американський документальний фільм режисера Крістофера Кеннеллі. Продюсерами виступили Джастін Слаза та Кіану Рівз. Прем'єра фільму відбулася на 62-му Берлінському кінофестивалі.
Українською мовою фільму було перекладено та озвучено приватною студією «Омікрон» на замовлення інтернет-порталу Hurtom у квітні 2013 року.

## Сюжет
Документальна стрічка, що досліджує історію, процес та схему роботи створення як цифрового, так і плівкового кіно. Вона показує, чого досягли митці, використовуючи як цифру, так і плівку, та як їхні потреби і інновації допомогли підштовхнути кіновиробництво у нових напрямках. У стрічці безліч інтерв'ю із режисерами, операторами, колористами, вченими, інженерами та художниками, що розкривають їхній досвід та відчуття при роботі з плівкою та цифрою. На якому етапі ми тепер, як ми сюди потрапили і що принесе нам майбутнє.

## У ролях
- Кіану Рівз, актор
- Джон Малкович, актор
- Денні Бойл, режисер
- Джордж Лукас, режисер, продюсер
- Джеймс Кемерон, режисер
- Девід Фінчер, режисер
- Девід Лінч, режисер
- Роберт Родрігес, режисер
- Мартін Скорсезе, режисер
- Стівен Содерберг, режисер
- Вачовські, режисери, продюсери
- Крістофер Нолан, режисер
- Джоел Шумахер, режисер
- Лена Данхем, режисер, актриса
- Ґрета Ґервіґ, актриса
- Керолайн Каплан, продюсер
- Лоренцо ді Бонавентура, продюсер
- Джон Нолл, дизайнер спецефектів
- Тім Веббер
- Денніс Мурен, художник спецефектів
- Бредфорд молодший
- Дерек Амброзі, монтажер
- Діон Біб
- Йост Вакано